# Helena Kanjuh
Helena Kanjuh (Ruski Krstur 1938), likovna umetnica i pedagoškinja, prepoznatljiva i po afirmaciji dečijeg likovnog stvaralaštva. Njen angažman joj je doneo  Zlatnu značku Kulturno-prosvetne zajednice Srbije, a 2011. godine, na predlog Nacionalne akademije nauka Ukrajine ušla je i u Enciklopediju moderne  Ukrajine.

## Biografija
Helena Kanjuh je šest razreda osnovne škole završila u Ruskom Krsturu, a malu maturu u Đakovici na Kosovu. Višu pedagošku školu završila je u Novom Sadu.
Njeno prvo radno mesto je bilo u Ruskom  Krsturu, kao nastavnica fizičkog vaspitanja. Ubrzo prelazi u Veternik, i u osnovnoj školi „Mihajlo Pupin“ predaje likovnu kulturu. U to vreme počinje i saradnju sa Centrom za likovno vaspitanje dece i omladine Vojvodine, preko kojeg uspeva da afirmiše dečije stvaralaštvo, kao i da umreži likovne pedagoge u zemlji i u Evropi, čime je dečije stvaralaštvo postalo vidljivije. U tom angažmanu je imala i podršku niza afirmisanih likovnih stvaralaca, poput Bogumila Karlavarisa.
Helena Kanjuh je dala i doprinos i u pisanju prvog Srpsko-rusinskog rečnika u koji su ušli prevodi termina za nastavu fizičko vaspitanje u osnovnim školama. Ovaj prilog terminologiji, urađen je dvadesetak godina pre objavljivanja samog Srpsko-rusinskog rečnika, uz stručnu pomoć lingvistkinje i ko-urednice rečnika, Helene Međeši.
U periodu od 2005-2009. godine, Helena Kanjuh je bila članica predsedništva Društva za rusinski jezik, književnost i kulturu.

## Nagrade i priznanja
Angažman i pedagoški doprinos Helene Kanjuh je vidljiv u nizu nagrada koje je dobila, poput: nagrade Likovnih pedagoga Jugoslavije, Centra za likovno vaspitanje dece i omladine Vojvodine, Vazduhoplovnog saveza Vojvodine, Međuopštinskog prosvetno-pedagoškog zavoda Novoga Sada, Ljubljanske banke.
Dobitnica je i Zlatne značke KPZ Srbija.  